# Connie Crothers

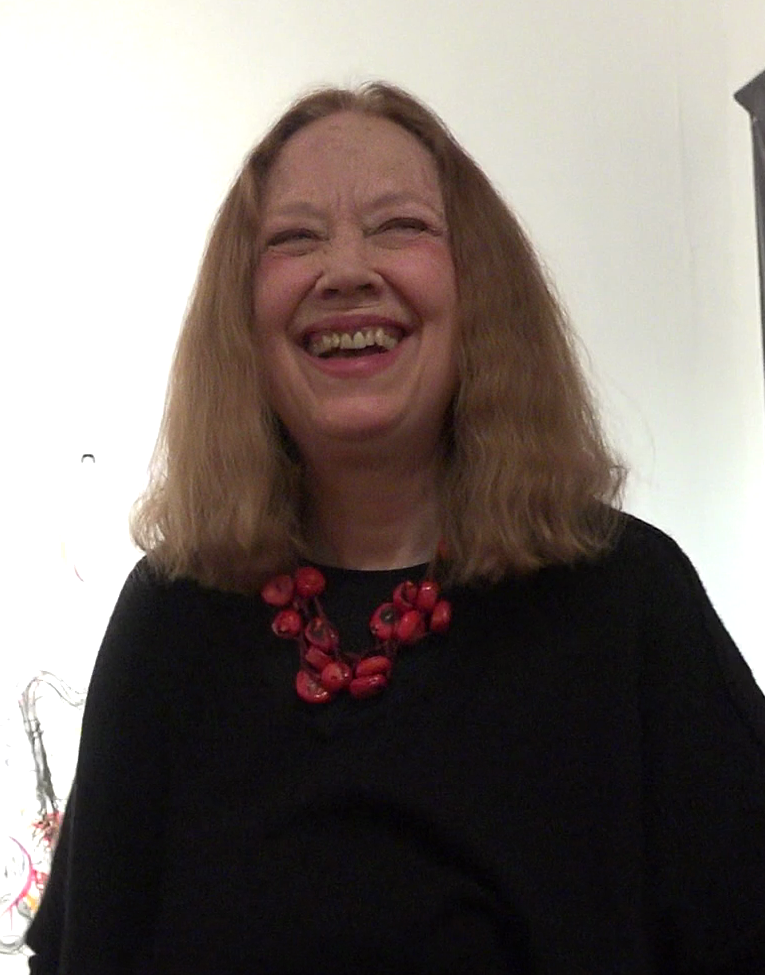
Connie Crothers, 2015

Constance Rhea Crothers (* 2. Mai 1941 in Palo Alto, Kalifornien; † 13. August 2016) war eine US-amerikanische Pianistin und Komponistin des Modern Jazz.

## Leben
Connie Crothers erhielt als junges Mädchen klassischen Klavierunterricht und trat mit 12 Jahren als musikalisches Wunderkind öffentlich auf. Mit 18 Jahren begann sie ein Studium der Komposition an der University of California, Berkeley, brach dieses Studium jedoch ab, als sie bemerkte, dass sie sich in der Sprache des Serialismus musikalisch nicht angemessen äußern konnte. Auf der Suche nach Möglichkeiten, ihre Kreativität auszudrücken, entdeckte sie den Jazz und studierte  bei Lennie Tristano (The Duo Sessions). 1972 trat sie zum ersten Mal in der Carnegie Recital Hall öffentlich auf. 
Crothers zählte zu den wichtigen Improvisatoren, die in der Tristano-Tradition spielen, und war eine Mitbegründerin der Lennie Tristano Jazz Foundation. Crothers arbeitete mit einer Reihe von Jazzmusikern zusammen wie Max Roach, mit dem sie das Duo-Album Swish (1982) aufnahm, oder mit Henry Grimes. Unter eigenem Namen entstand seit den 1970er-Jahren eine Reihe von Solo-, Duo- und Quartett-Aufnahmen mit Eigenkompositionen auf dem von ihr gegründeten New Artists-Label, auf denen sie als Solistin spielte sowie neben Roach auch Joe Solomon, Roger Mancuso, Richard Tabnik, Richard Twardzik, Lenny Popkin, Cameron Brown, Bud Tristano, Carol Tristano und Rich Califano mitwirkten. Außerdem spielte sie u. a. mit Lee Konitz, Jemeel Moondoc (Vision-Festival 2003) und Roscoe Mitchell. Sie war auch als Musikpädagogin tätig und hatte einen großen Kreis von Schülern.
Crothers starb im August 2016 an den Folgen einer Krebserkrankung.

## Diskographische Hinweise
- Concert at Cooper Union (New Artists, 1984)
- Love Energy (1988, # 1 „Record of the Year“ bei „Wire“)
- New York Night (New Artists, 1989)
- Jazz Spring (New Artists, 1993)
- Deep into the Center (New Artists, 1993–94)
- Session (New Artists, 1996)
- Live at Outpost Performance Space (New Artists, 2005)
- Spontaneous Suite for Two Pianos (RogueArt, 2009), mit David Arner
- Jemeel Moondoc & Connie Crothers: Two (2012)
- Pauline Oliveros & Connie Crothers: Live at the Stone (2017)